# Basel-Mulhouse-Freiburg flygplats

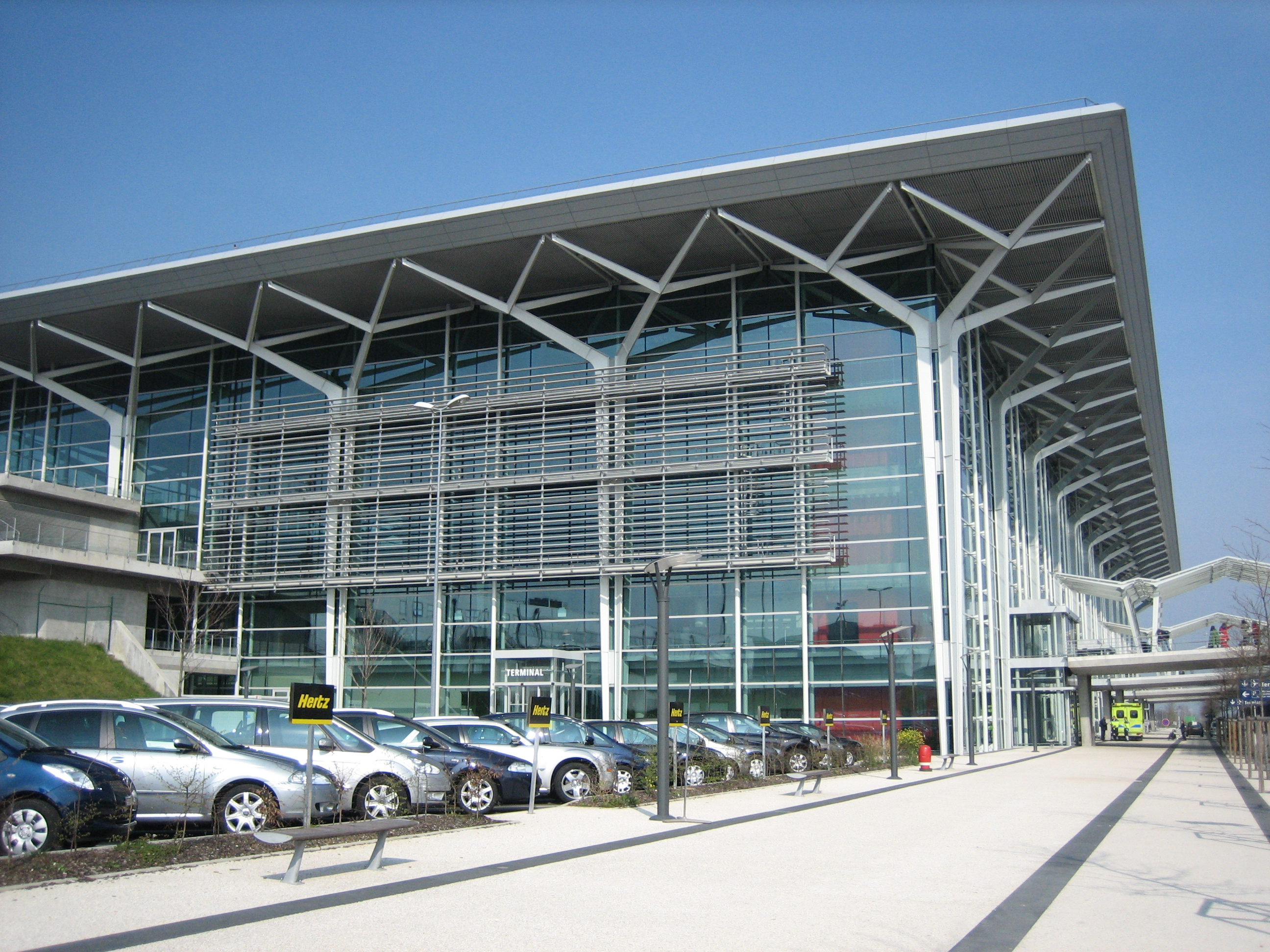

EuroAirport Basel-Mulhouse-Freiburg (tyska: Flughafen Basel-Mülhausen-Freiburg, franska: Aéroport Bâle-Mulhouse-Fribourg) är flygplatsen utanför (6 kilometer norr om) Basel, Schweiz. Flygplatsen ligger dock i Frankrike, omkring 4 kilometer från gränsen. Flygplatsen hör till städerna Basel, Mulhouse (Frankrike) och Freiburg im Breisgau (Tyskland).
Flygplatsen är märkvärdig eftersom den fungerar som om den låg både i Frankrike och Schweiz. Man kan efter landning välja att gå genom fransk eller schweizisk tullkontroll. Kommer man från utanför Schengen får man passera antingen fransk eller schweizisk passkontroll. Om man väljer schweizisk tullkontroll kan man åka buss, taxi eller bil till Schweiz utan att passera fransk pass- eller tullkontroll. För passagerare från utanför Schengenområdet gäller att bagage fås innan passkontrollen, eftersom man själv väljer vilken passkontroll man ska till. Resenärer från Schengenländer inklusive Schweiz behöver inte gå genom passkontroll, men kan behöva gå genom tullkontroll. Det finns en väg utan avfarter eller korsningar till gränsen.
Flygplatsen byggdes 1946 på fransk mark i huvudsak bekostad av staden Basel. 1949 infördes den internationella statusen med schweizisk sektor. Fram till år 2008 då Schweiz gick med i Schengensamarbetet var uppdelningen av avresande mer komplicerat, med tre avgångshallar, ett för plan till Schweiz, ett för plan inom Schengen och ett för plan som ska utanför Schweiz eller Schengen. Från 29 mars 2009 då Schweiz tillämpar Schengenavtalet för flygplatser, är detta mer normalt för en Schengenflygplats, med särskild del för avresande ut ur Schengenområdet. Frankrike och Schweiz har ett avtal med varandra om att denna flygplats och Genèves flygplats ska vara gemensamma för båda länderna. En förebild för dessa flygplatsers internationella status var några järnvägsstationer, bland annat Basel Badischer Bahnhof som ligger i Basel nära tyska gränsen, som byggdes 1855 och ägdes av ett tyskt järnvägsbolag med tysk passkontroll i byggnaden.